# JAHO IV
JAHO IV je bila četrta jugoslovanska alpinistična odprava v Himalajo, ki je trajala od 15. avgusta do 18. novembra 1972. Cilj odprave je bil 8481 metrov visoki Makalu.

## Člani odprave
- Aleš Kunaver (vodja)
- Janko Ažman
- Stane Belak
- Janez Brojan
- Danilo Cedilnik
- dr. Janez Gregori (biolog)
- Zoran Jerin (novinar)
- dr. Jurij Kunaver (geograf)
- Janez Kunstelj
- Matija Maležič
- Marjan Manfreda - Marjon
- dr. Borut Pirc (zdravnik)
- Franci Štupnik
- dr. Tone Wraber (biolog)

## Zgodovina
Primarni cilj odprave ni bil dosežen, saj sta se morala Ažman in Maležič 380 metrov pod vrhovom Makaluja ustaviti in obrniti nazaj, saj ju je oviralo preslabo vreme. Odprava je bila vseeno deloma uspešna, saj so presegli mejno višino 8000 m.